# Yauco
Yauco – miasto i gmina na Portoryko. Według danych szacunkowych na rok 2000 liczy 46 384 mieszkańców. Burmistrzem miasta jest Abel Nazario Quiñones. Zostało założone w 1756.